# Culicoides damnosus
Culicoides damnosus är en tvåvingeart som beskrevs av Mercedes Delfinado 1961. Culicoides damnosus ingår i släktet Culicoides och familjen svidknott. Inga underarter finns listade i Catalogue of Life.